# Saudi Space Commission
Il Saudi Space Commission (SSC) (in arabo  الهيئة السعودية للفضاء‎?) è un ente governativo indipendente saudita istituito con un ordine reale il 27 dicembre 2018. L'ente è presieduto da Abdullah Alswaha, ministro saudita delle comunicazioni e della tecnologia dell'informazione.

## Voli spaziali
Nel 2022 SSC ha annunciato una collaborazione con Axiom Space per lanciare due astronauti sauditi verso la Stazione spaziale internazionale nel 2023.

## Lista degli astronauti SSC
| Nome             | Selezione | Tempo nello spazio | Missione        |
| ---------------- | --------- | ------------------ | --------------- |
| Ali AlQarni      | 2023      |                    | Axiom Mission 2 |
| Rayyanah Barnawi | 2023      |                    | Axiom Mission 2 |
| Ali AlGhamdi     | 2023      |                    |                 |
| Mariam Fardous   | 2023      |                    |                 |